# پیتر اسکین اوگدن
پیتر اسکین اوگدن (Peter Skene Ogden) (به نام‌های Skeene, Skein یا Skeen نیز معروف است) (زاده ۱۲ فوریه ۱۷۹۰ – درگذشت ۲۷ سپتامبر ۱۸۵۴‏)، تاجر خز بریتانیایی-کانادایی و یکی از کاشفان اولیه مکانی بود که اکنون از آنها به‌نام بریتیش کلمبیا و غرب ایالات متحده یاد می‌شود. در جریان سفرهای اولیه خود، او به اکتشاف بخش‌های از اورگن، واشینگتن، نوادا، کالیفرنیا، یوتا، آیداهو و وایومینگ پرداخت. علی‌رغم مجادلات اولیه با شرکت هادسونز بی (HBC) هنگام حضور وی در شرکت نورت وست، بعدتر او به یکی از مقامات ارشد عملیاتی شرکت هادسونز بی کمپانی در شعبه کلمبیا مبدل شده و به عنوان مدیر پایگاه‌های فورت سیمپسون و پایگاه‌های مشابه خدمت می‌کرد.

## خانواده
اوگدن فرزند قاضی کل آیزاک اوگدن اهل کبک و همسر وی سالا هانسون بود. شجره خانوادگی این خانواده به مهاجر بریتانیایی قرن هفدهم برمی‌گشت که به مستعمرات آمریکایی (لانگ آیلند و نئو جرسی) مهاجرت کرده بود.
هم آیزاک و هم پدر وی دیوید در جریان انقلاب آمریکا، از جمله وفاداران بودند؛ در این زمان، آیزاک به انگلستان نقل مکان کرد و دوباره بعدتر به استان کبک که تحت اداره بریتانیا بود برگشت. یکی از برادران پیتر، چارلز ریچارد اوگدن یک وکیل مدافع، سیاست‌مدار و کارمند دولت از شرق کانادا بود. پیتر اسکین اوگدن با ژولیا رایویت/ریاوا که یک شاخه خانوادگی وی به مردم نیز پیرس می‌رسید، ازدواج کرد.

## زندگی حرفه‌ای
پس از کار برای مدت کوتاهی در شرکت خز آمریکا (American Fur Company)، اوگدن در ۱۸۰۹ میلادی به شرکت نورت وست کمپانی پیوست. نخستین شغل او در ۱۸۱۰ میلادی در ایلا لا کس، ساسکاچوان بوده و در ۱۸۱۴ میلادی او مسئول یک شعبه در گرین لیک، ساسکاچوان شد که ۱۰۰ مایل (۱۶۰ کیلومتر) به سمت جنوب واقع شده‌است.
اوگدن به‌طور مکرر با کارکنان شرکت رقیب، هادسونز بی کمپانی مجادله داشت و چندین بار حتی وارد خشونت فیزیک شده بود. منشی‌های هادسونز بی کمپانی در ۱۸۱۶ میلادی گزارش دادند که اوگدن یک هندی را که با شرکت هادسونز بی کمپانی تجارت می‌کرد، به قتل رساند. براساس گزارش افسر هادسونز بی کمپانی، جیمز برد، فرد هندی «به بی‌رحم‌ترین شیوه سلاخی شد». اگرچه بیشتر کارکنان نورت وست کمپانی این کار را بخش ضروری برای امرار حیات در نورت‌ویست می‌پنداشتند، اما هادسونز بی کمپانی، اوگدن را یک فرد خطرناک می‌دید که اعمالش تاسف‌آور بودند، به خصوص با در نظر داشت اینکه او فرزند یک قاضی بود. اوگدن به اتهام قتل مجرم شناخته شده و نورت وست کمپانی او را بیشتر به سمت غرب منتقل نمود تا از رویارویی بیشتر وی با هادسونز بی کمپانی جلوگیری نماید. او برای چند سال بعدی در پایگاه‌های مختلفی در مناطق امروزی اورگن، واشینگتن و بریتیش کلمبیا خدمت کرد.
برای اختتام بخشیدن به کشمکش‌های همیشگی میان این دو شرکت، هادسونز بی کمپانی و نورت وست کمپانی در ۱۸۲۱ میلادی باهم مدغم شدند. تاریخچه خشونت‌آمیز اوگدن حالا شرکت بزرگتر هادسونز بی کمپانی را در دو راهی گذاشته بود. برخی‌ها در مدیریت شرکت به‌طور جدی او را نمی‌پسندیدند و به او اعتماد نداشتند، اما رئیس تازه گماشته شده، جرج سیمسون برای ابقای وی پافشاری نموده و استدلال کرد که او چیز بیشتری از سایر افرادی که در جریان «جنگ‌های تجارت خز» انجام می‌دادند، انجام نداده‌است. اوگدن در ۱۸۲۳ میلادی با رتبه بازرگان ارشد وارد شرکت جدید هادسونز بی کمپانی شده و مسئولیت اسپوکین هاوز به وی داده شد. در نوامبر ۱۸۲۴ میلادی، او به عنوان مسئول منطقه رود اسنیک در شعبه کلمبیا، شرکت HBC گماشته شد.
در میان سال‌های ۱۸۲۴ تا ۱۸۳۰ میلادی، اوگدن یک سری سفرهای اکتشافی را برای کشف و تور انداختن در منطقه رود اسنیک، رهبری کرد. یکی از اهداف شرکت این بود تا در حد ممکن از این منطقه خز به شرکت هادسونز بی کمپانی آورده شود تا یک «بیابان خز» ایجاد گردیده و از این طریق تور اندازها و تاجرین خز آمریکایی نسبت به این منطقه ناامید شوند. سفرهای اکتشافی اوگدن مشتمل بود بر:
- ۱۸۲۴ – ۲۵ میلادی: اوگدن یک تیپ خز را رهبری می‌کرد که ناحیه نفوذ هادسونز بی کمپانی را در امتداد رود اسنیک از شرق تا رود بیترروت در مونتانا و از جنوب تا رود بیر در یوتای امروزی توسعه بخشید. در جریان این سفر، ۲۳ مرد آزاد و تله‌اندازهای مستقل که دارای پوشش HBC بودند در نزدیک منطقه امروزی مانتین گرین، یوتا با ۷۰۰ خز سگ آبی به آمریکایی‌های که در این ناحیه فعالیت می‌کردند، ملحق شدند.[۵]
- ۱۸۲۵ – ۲۶ میلادی: هنگام سفر از رود کلمبیا به رود دیسچوتیس در اورگن، اوگدن به سمت شرق روانه شده و با عبور از بلو مانتینز به سمت رود اسنیک رفت.
- ۱۸۲۶ – ۲۷ میلادی: یک سفر اکتشافی از ناحیه والا والا در واشینگتن امروزی شروع شده و پس از اکتشاف رود دیسچوتیس، به سمت جهیل کالامات و منطقهٔ نزدیک به کوه شاستا در کالیفرنیای شمالی پیشروی نمود.
- ۱۸۲۸ – ۲۹ میلادی: اوگدن دریاچه نمک یوتا و زهاب رود ویبر را اکتشاف نمود، جاییکه رود اوگدن و متعاقب آن شهر اوگدن در یوتا به افتخار وی نام‌گذاری شد. او به اکتشاف حوضه بزرگ پرداخت و رود هومبولت که ۳۳۰ مایل (۵۳۰ کیلومتر) به سمت غرب فرورفتگی خشک آن در نوادای امروزی واقع شده‌است، را پیدا کرده و تعقیب نمود، اما بعداً این رود به افتخار طبیعت‌شناس الکساندر فن هومبولت نام‌گذاری شد. یک سال قبل در ۱۸۲۷ میلادی، تله‌انداز و کاشف آمریکایی، جدیدیه اسمیت به عنوان نخستین آمریکایی شناخته می‌شد که در ۱۸۲۷ میلادی از حوضه بزرگ عبور نموده‌است، او از سیرا نوادا در نزدیکی گذرگاه ایبیتس از غرب به شرق عبور نمود.[۶] با این حال، اسمیت در اکتشاف خلیج هومبولت و رود هومبولت ناکام بود و نزدیک بود به علت فقدان آب و غذا بمیرد. مسیر سهل‌تر اوگدن در امتداد دریا، نهایتاً به بخشی از مسیر کالیفرنیا مبدل شد.
- ۱۸۲۹ – ۳۰ میلادی: اوگدن در ۲۸ اوت ۱۸۲۹ میلادی فورت واکووَر را ترک نمود، به سمت والا والا، سپس به دریاچه نمک یوتا و از آن به بعد به سمت جنوب غرب حرکت نموده و احتمالاً به خلیج کالیفرنیا رسید. از آنجا، او به سمت شمال کالیفرنیا حرکت نمود و از اطراف کوه‌پایه‌های غربی سیرا نوادا عبور کرد تا با مقامات مکزیکی درگیر نشود. گروه در ۳۰ ژوئن به فورت نیز پیرس رسید و سوار قایق‌های کلمبیایی کانو-مانند شدند. در ۳ ژوئیه، نُه مرد جمع خانم و دو فرزند یکی از مردهای موجود در کشتی، پس از اینکه کشتی آنها با گرداب مواجه شد، فوت کردند؛ در این حادثه، ۳۰۰ خز سگ آبی و تمامی اوراق سفر، از جمله سفرنامه اوگدن نیز از دست رفت. اوگدن و سایر نجات‌یافتگان در ۶ ژوئیه ۱۸۳۰ به فورت وانکوور رسیدند.[۷]

اوگدن در ۱۸۳۰ میلادی به سمت شمال فرستاده شد تا پایگاهی به‌نام فورت سیمسون را برای شرکت HBC در نزدیکی دهانه رود ناس در بریتیش کلمبیا تأسیس نماید. او همچنین یک پایگاه دورافتاده در ساحل آلاسکا را مدیریت می‌کرد. در ۱۸۳۴ میلادی، او به رتبه حق‌العمل‌کار ارشد ترفیع نمود که بلندترین رتبه میدانی در HBC بود. او در اواخر دهه ۱۸۴۰، فورت وانکوور را مدیریت می‌کرد. در آنجا، او به‌طور موفقیت‌آمیزی با رقبای آمریکایی مبارزه نموده و به‌طور مثمر با قبایل بومی موجود در محل مذاکره نمود، از جمله با قبیله هندی‌های کایوس. پس از قتل‌عام ویت‌من، اوگدن در ۱۸۴۷ میلادی از یک جنگ هندی پیشگیری نموده و توانست به‌طور با موفقیت برای زندگی ۴۹ مهاجر که توسط هندی‌های کایوس و اوماتیلا به بردگی گرفته شده بودند، مذاکره نماید.

## بازنشستگی و مرگ
اوگدن با یکی از چندین همسر آمریکایی بومی خود، در اورگن سیتی، ایالت اورگن بازنشسته شد. ارتباط او با قبیله‌های بومی باعث شد تا او یادنامهٔ تحت عنوان خصیصه‌های زندگی و شخصیت هندی‌های آمریکایی، توسط یک تاجر خز، بنویسد. کتاب پس از مرگ وی در ۱۸۵۵ میلادی به چاپ رسید. او در ۱۸۵۴ میلادی درگذشت و در قبرستان مانتین ویو در اورگن سیتی به خاک سپرده شد.